# Aleargă după mine ca să te prind
Aleargă după mine ca să te prind (titlul original: în franceză Cours après moi que je t'attrape) este un film de comedie francez din 1976, regizat de Robert Pouret.

## Rezumat
Paul este un perceptor de taxe, iar Jacqueline este o îngrijitoare de câini. Amândoi au în jur de 40 de ani și trăiesc singuri, el după o căsnicie distrusă, ea după o dezamăgire în dragoste. Se întâlnesc prin intermediul anunțurilor de mică publicitate, dar la vârsta lor, fiecare are propriile obiceiuri și caracter, iar toate întâlnirile lor sunt marcate de incidente care par să le îngreuneze viața în comun. În prima lor seară în oraș, Paul o duce din greșeală pe Jacqueline la un teatru porno; câinii lui Jacqueline fac ravagii la vila lui Paul; iar fiul lui Paul apare cu prietena lui...
Mai târziu, una dintre fostele amante ale lui Paul îl încuie în biroul lui, chiar în momentul în care se pregătește să se alăture lui Jacqueline, are loc o despărțire, o reîntâlnire și o dispută domestică. După toate aceste probleme, cei doi își dau seama că nu mai pot trăi unul fără celălalt.

## Distribuție
- Jean-Pierre Marielle - Paul Gaillard
- Annie Girardot - Jacqueline Bréchère
- Geneviève Fontanel - Simone Daru
- Marilù Tolo - Anita
- Daniel Prévost - Champfrein
- Anémone - o plasatoare
- Claude Beauthéac - vânzătorul de fructe și legume
- Betty Beckers - un clientă
- Philippe Brizard - Cuffier, funcționarul de colectare
- Marie-Anne Chazel - secretara lui Paul
- Jacques Couderc - bărbatul din cafenea
- Madeleine Damien - clientă
- Chantal Delame - vânzătoarea
- Jacqueline Doyen - secretara lui Paul
- Jean-Paul Farré - băiatul din jurnal
- Lydia Feld - casierița
- Sébastien Floche - jurnalistul
- Nina Gorski - fosta soție a lui Paul
- Gérard Hernandez - Grandpré
- Jeanne Herviale - doamna percepției
- Francis Joffo -
- Sylvie Joly -
- Christine Laurent - Sylvie
- Rita Maiden - clientă
- Jean-Jacques Moreau - chelnerul
- Catherine Ohotnikoff - clientă
- Yves Pignot -
- Sylvie Pinel - secretara lui Champfrein
- Pierre Repp - taximeristul
- Roger Riffard - chelnerul
- Colette Ripert - clientă
- Jean Roquel - spectatorul
- Sylvain Rougerie - Patrick
- Jacqueline Rouillard - clientă
- Mauricette Saillot -
- Janine Souchon -
- Katia Tchenko - prietena a lui Grandpré
- Virginie Vignon -
- Josée Yanne - clientă
- Jean Abeillé -
- Bernard Fresson -